# 川島潤哉
川島 潤哉（かわしま じゅんや、1979年5月12日 - ）は、日本の俳優。演劇、映画、テレビドラマ等、多方面で活動する。所属事務所は空（くう）。

## 人物・来歴
東京都出身。東京都立大学卒業後、国内外のインディーズバンドらとポストハードコアシーンでバンド活動する傍ら、24歳で演劇を始める。いくつかの客演を経て、2005年より劇団コマツ企画所属。以降同劇団の全作品に出演。退団後の現在は自作自演の一人演劇「コテン」を企画上演している。DAWを使った打ち込みの音楽制作を趣味としており、自作曲をsound cloudにアップしている。ミノホドという映像制作の集団ではThe World of GOLDEN EGGSのMONICAらと作品をYouTubeに上げている。
2019年4月にそれまで所属していたkreiを離れ、空に所属することとなった。

## 主な出演作品

### 映画
- 曲がれ!スプーン（2009年11月21日公開、本広克行監督） - 井手 役
- はやぶさ / HAYABUSA（2011年10月1日公開、堤幸彦監督）- 北川一昌 役
- シャッフル（2011年10月22日公開、及川拓郎監督）
- ロボジー（2012年1月14日公開、矢口史靖監督） - 長井信也 役
- BUNGO〜ささやかな欲望〜 告白する紳士たち「鮨」（2012年9月29日公開、関根光才・山下敦弘・谷口正晃監督） - 石橋 役
- バルーンリレー（2012年6月23日公開、藤村享平監督） - 古崎潤一郎 役
- ボクたちの交換日記（2013年3月23日公開、内村光良監督）
- 砂をつかんで立ち上がれ（2013年8月3日公開、藤澤浩和監督）
- 真夏の方程式（2013年6月29日公開、西谷弘監督）
- ハッピーウエディング（2016年11月5日公開、片島章三監督）
- スクラップスクラッパー「ファミリー」（2016年12月10日公開、吉野耕平・飯塚俊光・羽生敏博・草苅勲・加瀬聡監督） - 蒸発した父 役[2]
- 美しい星（2017年5月26日公開、吉田大八監督） - 加藤晃紀 役
- サバイバルファミリー（2017年2月11日公開、矢口史靖監督）
- 奥田民夫になりたいボーイと出会う男すべて狂わせるガール（2017年9月16日公開、大根仁監督）
- 22年目の告白ー私が殺人犯ですー（2017年6月10日公開、入江悠監督）
- 武曲 MUKOKU（2017年6月3日公開、熊切和嘉監督）
- 吉田類の「今宵、ほろ酔い酒場で」（2017年6月10日公開、長尾直樹監督）
- ちはやふる -結び- (2018年3月17日公開、小泉徳宏監督)
- 高崎グラフィティ（2018年8月25日公開、川島直人監督）
- スマホを落としただけなのに（2018年11月2日公開、中田秀夫監督） - とくなが課長 役
- 任侠学園（2019年9月27日公開、木村ひさし監督） - 甘糟達男 役
- カツベン!（2019年12月13日公開、周防正行監督）
- ダンスウィズミー（2019年8月16日公開、矢口史靖監督） - 検問所の警察官 役
- AWAKE（2020年12月25日公開、山田篤宏監督） - 山崎新一六段 役
- 騙し絵の牙（2021年3月26日公開、吉田大八監督） - 飛行場スタッフ 役
- 偽りのないhappy end（2021年12月17日公開、松尾大輔監督） - 向井刑事 役
- マイ・ブロークン・マリコ（2022年9月30日公開、タナダユキ監督） - 管理人　役
- 違国日記（2024年6月7日公開、瀬田なつき監督） - 高校の担任 役[3][4]
- カオルの葬式（2024年11月22日公開、湯浅典子監督） - 安藤智己 役[5]
- 片思い世界（2025年4月4日公開、土井裕泰監督） - 美咲の勤めるオフィス・上司 役[6]

### 連続ドラマ
- 大河ドラマ（NHK）
  - 天地人（2009年）
  - 鎌倉殿の13人（2022年） - 中原親能 役
  - どうする家康（2023年） - 片桐且元 役[7]
- 深夜食堂（毎日放送）
  - 第1部 第4話「ポテトサラダ」・第8話「ソース焼そば」（2009年10月31日・11月28日） - 諏訪 役
  - 第2部 第18話「冷やし中華」（2011年12月2日） - 花巻 役
- TAXMEN 第7・8話 CASE-5「コピー&ペースト税」前・後篇（TOKYO MX / テレビ神奈川、2010年2月22日・3月1日）
- MUSICAL3 第8話「ツーハン・ルージュ」（TOKYO MX、2010年5月31日） - ナカネットナカタ 中田 役
- 宇宙犬作戦 EP-3「初めての謝罪会見」（テレビ東京、2010年8月6日） - 惑星ソーリー謝罪担当大臣 役
- 日本人の知らない日本語（テレビ東京、2010年7月 - 9月）　※準レギュラー
- 連続テレビ小説（NHK）
  - ゲゲゲの女房（2010年度前期） - 結婚式場の神官 役
  - 純と愛（2012年度後期） - 皆川直樹 役
    - 純と愛スペシャル 富士子のかれいな一日[注 1]（NHK BSプレミアム、2013年4月20日） - 皆川直樹 役

  - なつぞら（2019年度前期） - 宮田 役
  - エール（2020年度前期[注 2]） - 猿橋重三 役
  - おちょやん（2020年度後期[注 3]） - ジョージ・本田 役
  - 舞いあがれ!（2022年度後期） - リュー・北條 役[8]
  - 虎に翼（2024年） - 反町忠男 役
- 生むと生まれる それからのこと （NHK BSプレミアム、2011年8月27日）
- 市長はムコ殿 第4話「挫折は宝もの」（BS朝日、2012年5月28日） - 岸田信太郎 役
- ドクロゲキ2 第4話「さぐる。」（フジテレビ、2012年6月9日）
- 終電バイバイ 第9夜「日本橋駅」（TBS、2013年3月11日） - 葛西 役
- ホラー アクシデンタル 第11話「悪徳の栄え」（フジテレビ、2013年3月7日） - 松下洋一 役
- お天気お姉さん（テレビ朝日、2013年4月12日 - ） - 八木刑事 役　※レギュラー
- ノーコン・キッド 〜ぼくらのゲーム史〜 第5 - 7・11・最終話（テレビ東京、2013年11月1 - 15日・12月13日・20日） - 野々村寛 役
- 安堂ロイド〜A.I. knows LOVE?〜 第8話（TBS、2013年12月1日） - 公安刑事1 役
- 私の嫌いな探偵 第7話（テレビ朝日、2014年2月28日） - 岩村 役
- シンドラ 集合住宅の恐怖 第1回 第3話「プラグマティズム」（フジテレビ、2014年2月28日）
- 家族狩り 第1話（TBS、2014年7月4日） - 刑事 役
- GTO 第2期 第3話（関西テレビ、2014年7月22日） - 手島 役
- 東野圭吾 変身 第2話「予兆」・第3話「ドナー」（WOWOW、2014年8月3日・10日）[9]
- おやじの背中 第8話「駄菓子」（TBS、2014年8月31日） - 警備員 役
- セカンド・ラブ（テレビ朝日、2015年） - 間宮徹 役　※レギュラー
- よろず屋ジョニー 第1話（フジテレビTWO、2015年11月20日）
- ラブラブエイリアン 第28・29話「さよなら宇宙人 前・後編」（フジテレビ、2016年9月29日） - 防護服の男性 役
- IQ246〜華麗なる事件簿〜 第7話（TBS、2016年11月27日） - 映画監督 役
- マグマイザー（BSスカパー!、2017年5月10日 - 6月7日） - 御左口陽 役
- ゾンビが来たから人生見つめ直した件（NHK総合、2019年1月19日 - ） - 尾崎乏しい 役
- 科捜研の女 Season19 第2話「天才画家Xの計画」（テレビ朝日、2019年4月25日） - 田中悟（覆面画家・実相寺梵）役
- 家政夫のミタゾノ 第3シリーズ 最終話（テレビ朝日、2019年6月7日） - 東郷信八 役
- ドクターY〜外科医・加地秀樹〜 第4弾（テレビ朝日、2019年10月6日） - 江夏雅之 役
- 時効警察はじめました 第4話「ゾンビ映画殺人事件」（テレビ朝日、2019年11月8日） ‐ 水野監督 役
- 絶対零度〜未然犯罪潜入捜査〜 Season4 第6話・AFTER STORY（フジテレビ、2020年2月10日・3月23日） - 松永直哉 役
- トッカイ〜不良債権特別回収部〜 第3・10・11話（WOWOW、2021年1月 - ）
- ここは今から倫理です。（NHK総合、2021年1月 - ） - 梅沢教諭 役
- アノニマス〜警視庁“指殺人”対策室〜 第3話「17歳の殺人者」（テレビ東京、2021年2月8日） - 神保彰 役
- 半径5メートル 第5・6話「黒いサンタクロース」前・後編（NHK総合、2021年5月28日・6月4日） - 村井 役
- TOKYO MER〜走る緊急救命室〜 第3話（TBS、2021年7月18日） - 品川樹 役
- ラジエーションハウス 〜放射線科の診断レポート〜Ⅱ 特別編（フジテレビ、2021年12月20日） - 相原 役
- 元彼の遺言状 第7話（フジテレビ、2022年5月23日） - 木村崇 役
- ケイジとケンジ、時々ハンジ。 第1話（テレビ朝日、2023年4月13日） - 勝山康平 役
- 犬神家の一族 前・後編（NHK BSプレミアム / NHK BS4K、2023年4月22日・29日） - 志摩久平 役
- 湯遊ワンダーランド（BSテレビ東京、2023年7月16日 - 10月1日） - 高石 役[10]
- 東京貧困女子。-貧困なんて他人事だと思ってた-（WOWOW、2023年11月17日 - 12月22日） - 久保田秀夫 役[11]
- こんなところで裏切り飯（中京テレビ、2024年1月19日 - 3月22日） - 副島次郎 役[12]
  - こんなところで裏切り飯 〜嵐を呼ぶ七人の役員〜（中京テレビ、2025年1月16日 - 3月20日）[13]
- Destiny 第4・5話、第7話 - 最終話（テレビ朝日、2024年4月30日 - 6月4日） - 秋葉洋二 役
- 未来の私にブッかまされる!?（2024年10月7日 - 11月28日 、NHK総合） - 澤田仁 役[14]

### 単発ドラマ
- O-PARTS〜オーパーツ〜（フジテレビ、2012年2月27日 - 3月1日） - 本郷清次 役
- パニックコマーシャル（フジテレビ、2019年12月27日） - 雨宮晃 役
- 不協和音 炎の刑事 VS 氷の検事（テレビ朝日、2020年3月15日） - 三津谷研太 役
- 当確師（テレビ朝日、2020年12月27日） - 篠原昌春 役
- 24時間テレビ 愛は地球を救う45 ドラマスペシャル「無言館」（日本テレビ、2022年8月27日）[15]

### ウェブドラマ
- ホラーアクシデンタル2「#5 資本論」（2016年5月13日配信、FOD） - 松下洋一 役[16]
- 箱庭のレミング 第2話「私刑倶楽部」（2021年6月24日配信、ABEMA） - 長浜成行 役
- おもちゃであそ部（2025年3月26日配信、YouTube 他）[17]

### ラジオドラマ
- 線路は曲がるよどこまでも（NHK FMシアター、2012年3月17日） - 近藤純一 役[18]
- 映画を聴きに行きませんか（NHK FMシアター、2013年2月2日） - 岩田信二 役[19]
- 春は来ない（NHK FMシアター、2014年5月10日）[20]
- 劇ラヂ！ライブ2015　あさはかな魂よ、慈悲の雨となれ（NHKラジオ第一 / NHKワールド・ラジオ日本、2015年11月1日）[21]
- 雪天神（NHK FMシアター、2022年9月10日） - 大吾の父 役[22]
- 歌をなくした夏[注 4]（NHK FMシアター、2023年8月26日） - リュー北條 役[23]

### CM
- スリーボンド（2009年）
- ダイソン DC26/DC26Plus NO Gimmicks Considering（2010年）
- カゴメ・野菜生活100 （2012年）
- ユーキャン 「先々みす江」篇（2016年）
- 伊藤忠都市開発 「CREVIA」 （2015年）
- 富士フイルム 企業CM「超音波」篇（2016年）
- グリコ コーポレートCM「smile.Glico 笑顔トリビア」篇（2016年）
- Pontaカード（2017年）
- Spotify 「あなたの日々に音楽を」カラオケの帰り道篇（2025年）

### 舞台
- トラストいかねぇ（2011年、東京グローブ座）
- 泥棒役者（2018年、サンケイホールブリーゼ / 同年、東京グローブ座）
- 死んだら流石に愛しく思え（2019年、下北沢ザ・スズナリ）主演
- 劇団普通 新作公演（2025年公演予定、シアタートラム 他）[24]